# GNU binutils
GNU binutils (GNU Binary Utilities) je v informatice soubor nástrojů používaných při programování (vývoji software), který slouží pro manipulaci s objektovým kódem v různých formátech. Typicky jsou používány společně s GCC, make a GDB (tj. například v Linuxu). Nástroje byly původně vyvinuty firmou Cygnus Solutions.

## Obsažené nástroje
Binutils původně obsahovaly pouze jednoduché nástroje, avšak později byly rozšířeny o GNU Assembler a GNU linker, protože jich funkce byly ostatním nástrojům blízké. Většina nástrojů v Binutils jsou však jednoduché programy, protože společné části jsou umístěny do komplexních knihoven Binary File Descriptor library (libbfd) a libopcodes. Původní BFD-verzi napsal Davidem Henkel-Wallace a Steve Chamberlain. Později se na vývoji podíleli také Ken Raeburn a Ian Lance Taylor. Současným správcem je od roku 2005 Nick Clifton. Linuxovou verzi spravuje H.J. Lu.
Binutils obsahují následující nástroje (programy, utility):
| as        | Assembler                                                            |
| ld        | linker                                                               |
| gprof     | profiler                                                             |
| addr2line | konverze adres na soubory a řádky                                    |
| ar        | vytvoření, extrahování a modifikace archivu                          |
| c++filt   | demanglovací filtr pro C++ symboly                                   |
| dlltool   | vytváření DLL knihoven pro Microsoft Windows                         |
| nlmconv   | konverze objektových dat do formátu NetWare Loadable Module (NLM)    |
| nm        | výpis symbolů z objektových dat                                      |
| objcopy   | kopírování objektových dat                                           |
| objdump   | výpis informací o objektových datech                                 |
| ranlib    | vytváření indexů pro archívy                                         |
| readelf   | zobrazení obsahu ELF souborů                                         |
| size      | výpis velikostí sekcí a celku                                        |
| strings   | zobrazení tisknutelných řetězců                                      |
| strip     | vymazání symbolů z objektových dat                                   |
| windres   | kompilátor pro resource data (objekty v souborech Microsoft Windows) |